# Mohelnice nad Jizerou
Mohelnice nad Jizerou je obec v okrese Mladá Boleslav ve Středočeském kraji. Leží zhruba čtyři kilometry severně od Mnichova Hradiště v místech, kde říčka Mohelka zprava ústí do řeky Jizery. Žije zde 95 obyvatel.

## Historie
První písemná zmínka o obci pochází z roku 1352.

## Obyvatelstvo
| Rok            | 1869 | 1880 | 1890 | 1900 | 1910 | 1921 | 1930 | 1950 | 1961 | 1970 | 1980 | 1991 | 2001 | 2011 | 2021 |
| -------------- | ---- | ---- | ---- | ---- | ---- | ---- | ---- | ---- | ---- | ---- | ---- | ---- | ---- | ---- | ---- |
| Počet obyvatel | 388  | 261  | 270  | 233  | 279  | 288  | 247  | 153  | 175  | 144  | 109  | 81   | 77   | 89   | 95   |
| Počet domů     | 57   | 41   | 42   | 43   | 46   | 50   | 50   | 50   | 48   | 40   | 39   | 44   | 46   | 50   | 48   |

## Obecní správa

### Územněsprávní začlenění
Dějiny územněsprávního začleňování zahrnují období od roku 1850 do současnosti. V chronologickém přehledu je uvedena územně administrativní příslušnost obce v roce, kdy ke změně došlo:
- 1850 země česká, kraj Jičín, politický okres Mladá Boleslav, soudní okres Mnichovo Hradiště[6]
- 1855 země česká, kraj Mladá Boleslav, soudní okres Mnichovo Hradiště[6]
- 1868 země česká, politický i soudní okres Mnichovo Hradiště[6]
- 1939 země česká, Oberlandrat Jičín, politický i soudní okres Mnichovo Hradiště[7]
- 1942 země česká, Oberlandrat Praha, politický okres Mladá Boleslav, soudní okres Mnichovo Hradiště[8]
- 1945 země česká, správní i soudní okres Mnichovo Hradiště[9]
- 1949 Liberecký kraj, okres Mnichovo Hradiště[10]
- 1960 Středočeský kraj, okres Mladá Boleslav[11]
- 1964 Středočeský kraj, okres Mladá Boleslav, obec Jivina[12]
- k 24. listopadu 1990 Středočeský kraj, okres Mladá Boleslav[12]

### Části obce
- Mohelnice nad Jizerou
- Podhora

## Společnost
Ve vsi Mohelnice nad Jizerou s 247 obyvateli v roce 1932 byly evidovány tyto úřady, živnosti a obchody: poštovní úřad, katolický kostel, 3 hostince, kolář, kovář, krejčí, 2 mlýny, 2 obuvníci, řezník, 3 obchody se smíšeným zbožím, 2 trafiky, 2 truhláři, obchod se zemskými plodinami.

## Doprava
Silniční doprava
- Obcí prochází silnice II/277 Mnichovo Hradiště - Český Dub.

Železniční doprava
- Železniční trať ani stanice na území obce nejsou. Nejblíže obci je železniční stanice Mnichovo Hradiště ve vzdálenosti 5 km ležící na trati 070 v úseku z Mladé Boleslavi do Turnova.

Autobusová doprava
- V obci zastavovaly v květnu 2011 autobusové linky jedoucí do těchto cílů: Český Dub, Lázně Kundratice, Mladá Boleslav, Mnichovo Hradiště, Praha, Příšovice, Turnov.[14]

## Pamětihodnosti a přírodní zajímavosti

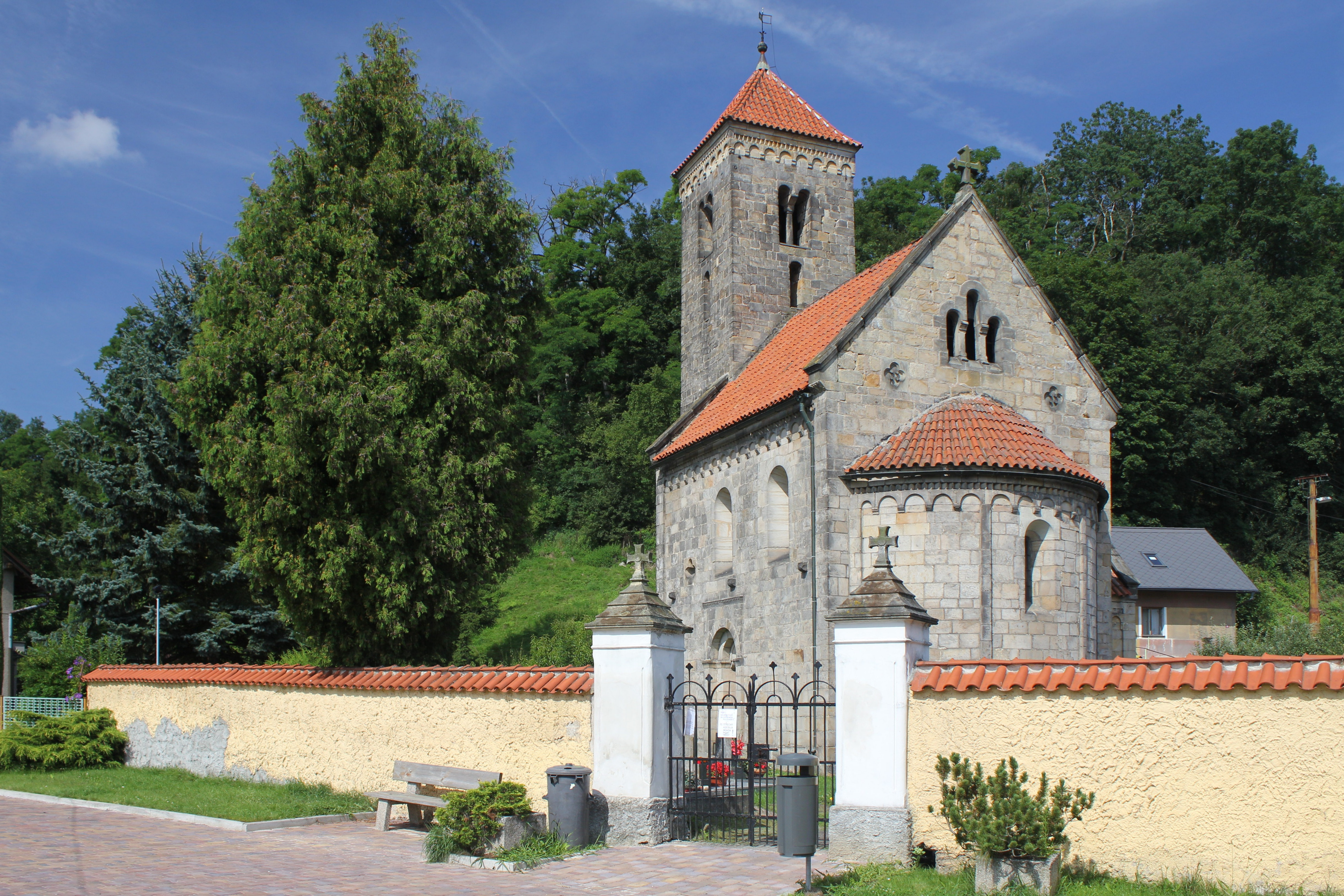
Románský kostel Nanebevzetí Panny Marie

- památkově chráněný románský tribunový kostel Nanebevzetí Panny Marie z druhé poloviny 12. století, oltář (1876) je dílem Petra Buška ze Sychrova
- socha Krista s reliéfem svatých na podstavci (1884) na návsi
- stavby lidové architektury (např. čp. 5, 6, 8, 17)
- bývalý Muzarův mlýn čp. 3 s roubenou obytnou budovou a dodnes funkční vodní elektrárnou[15]
- bývalý mlýn čp. 43/44, původně Sezemského, později Víkův a Pazderníkův (zčásti zbořen kolem roku 2005), se sochou sv. Václava (1854), k níž se dříve konala procesí[16][17]
- bývalý Flodrmanův mlýn čp. 42 z počátku 20. století (zbořen roku 2015), zachovány pozůstatky náhonu a technického zázemí[18]
- prvorepubliková budova někdejší školy čp. 48, nynější sídlo obecního úřadu
- mostek přes Mohelku z roku 1926
- železobetonový most přes Jizeru z roku 1930[16] nebo 1931[19]
- soutok říčky Mohelky s Jizerou na jižním okraji vsi
- zřícenina zámku Zásadka nad vsí (leží již v katastru Sychrova)
- čedičový vrch Káčov (351 m), zčásti chráněný jako přírodní památka s názvem Vrch Káčov (již v katastru Sychrova)
- někdejší poplužní dvůr (čp. 35) v Hoření Mohelnici (již v katastru Sovenic)

## Galerie

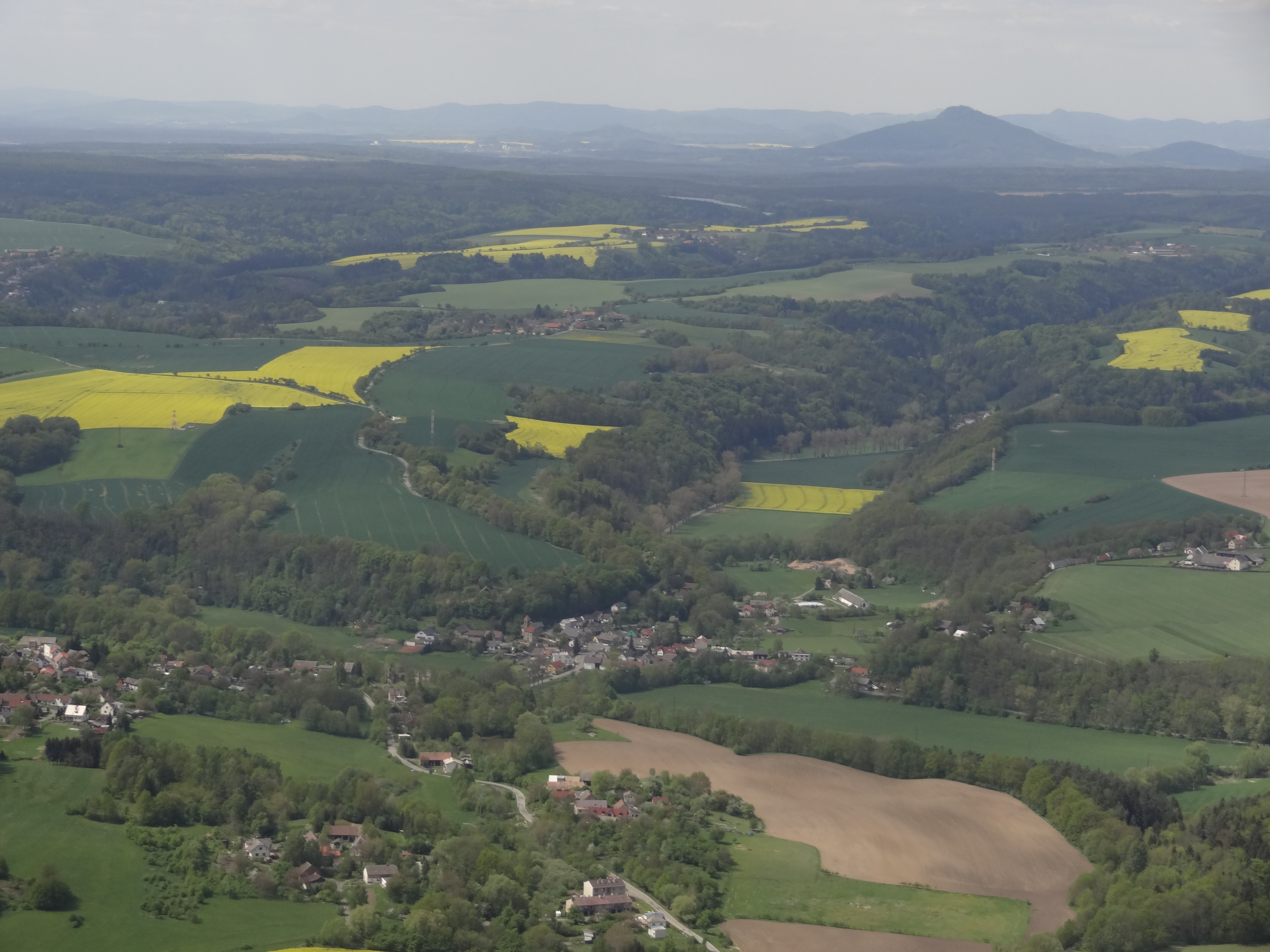
Mohelnice nad Jizerou, Kruhy a okolí z letadla
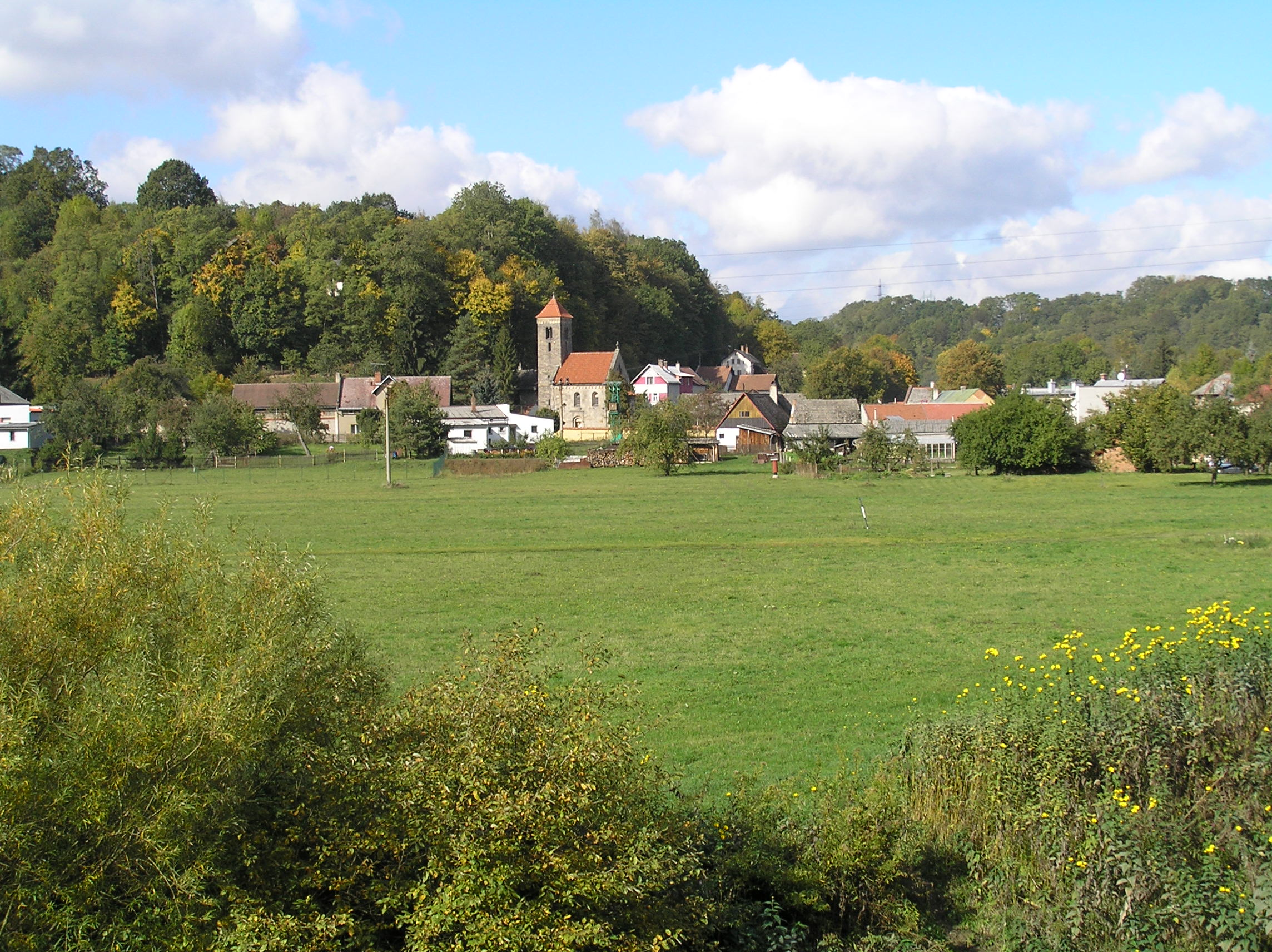
Celkový pohled od mostu přes Jizeru
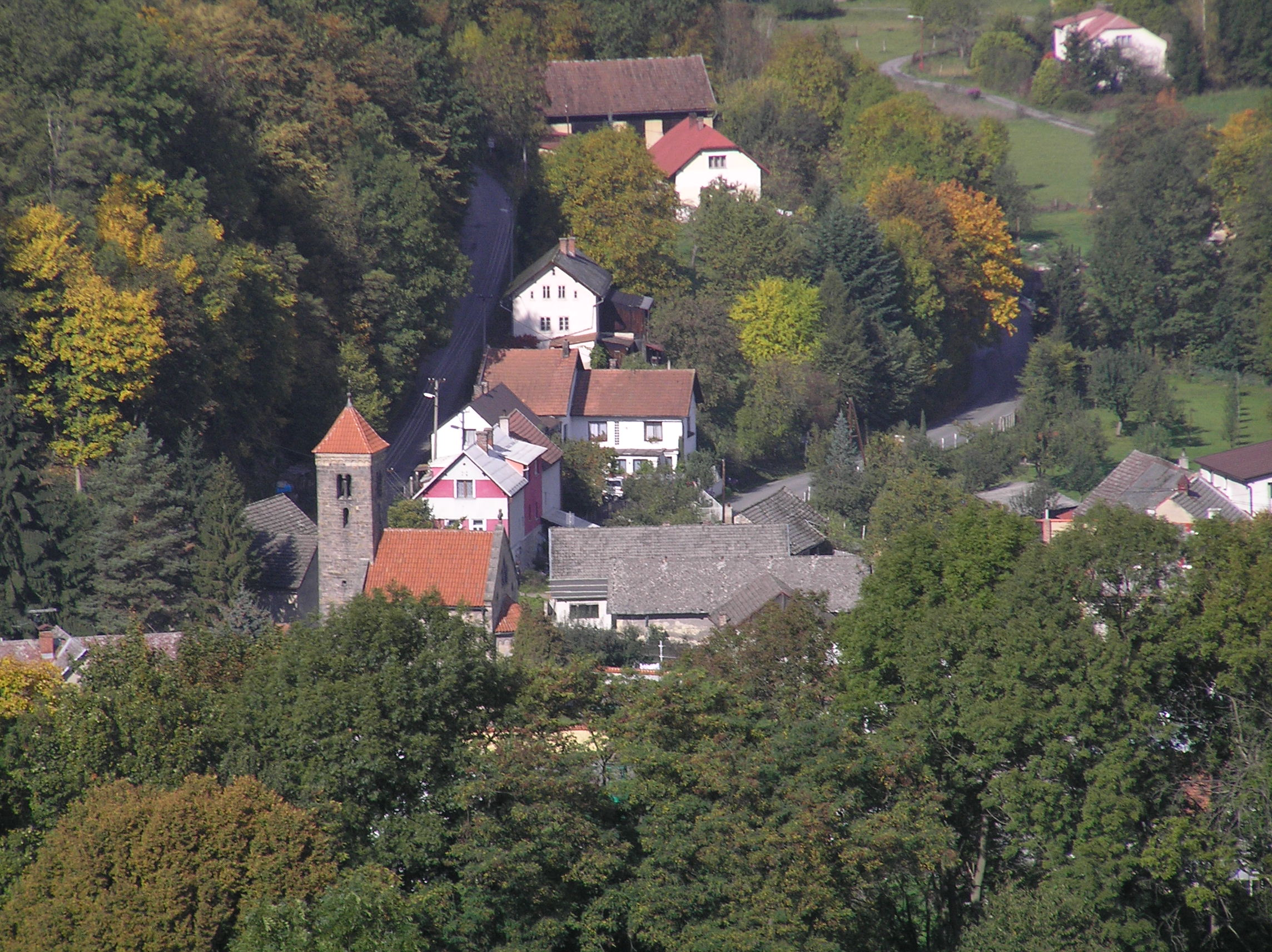
Ves s kostelem Nanebevzetí Panny Marie z Káčova
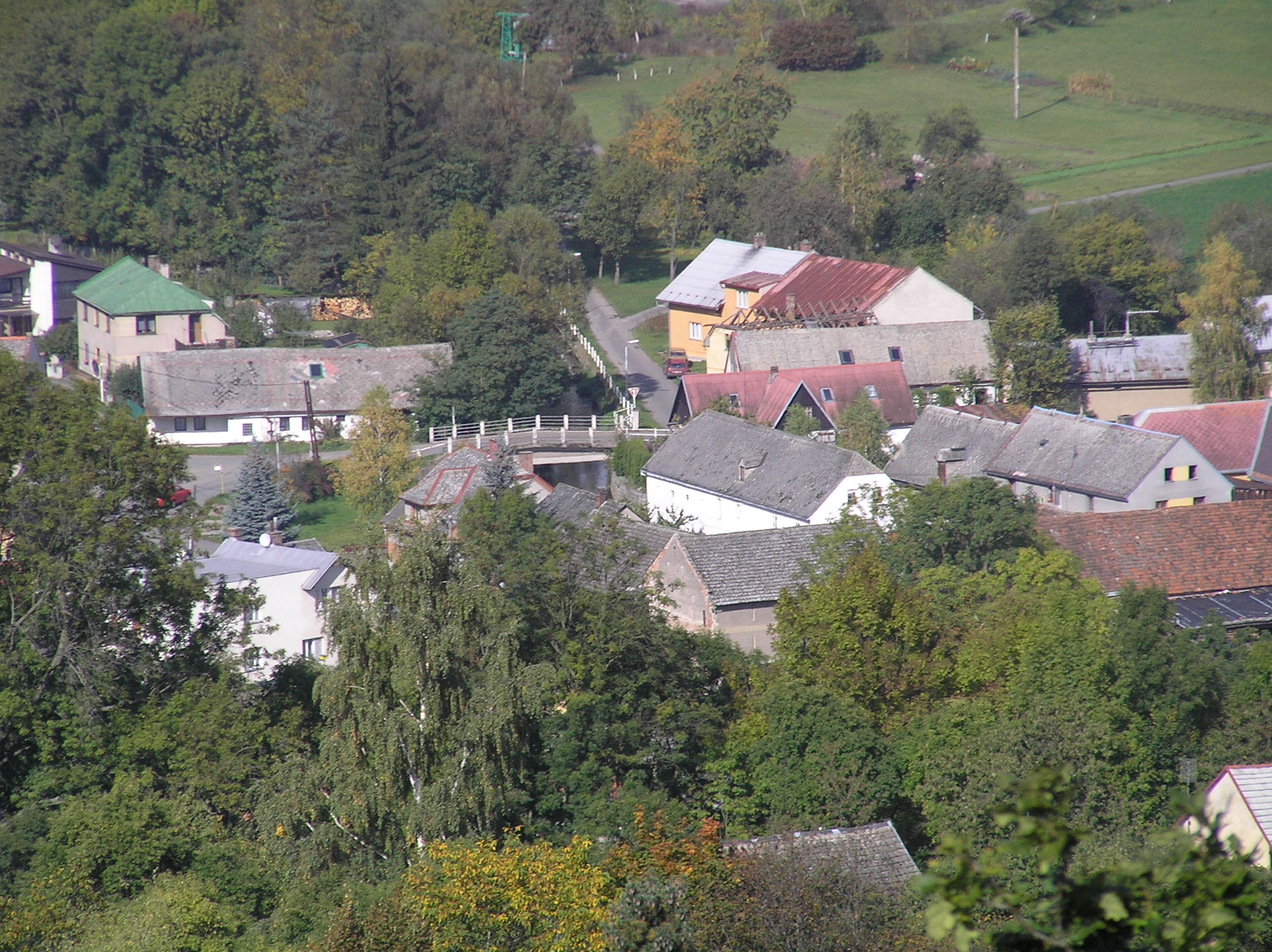
Střední část vsi z Káčova
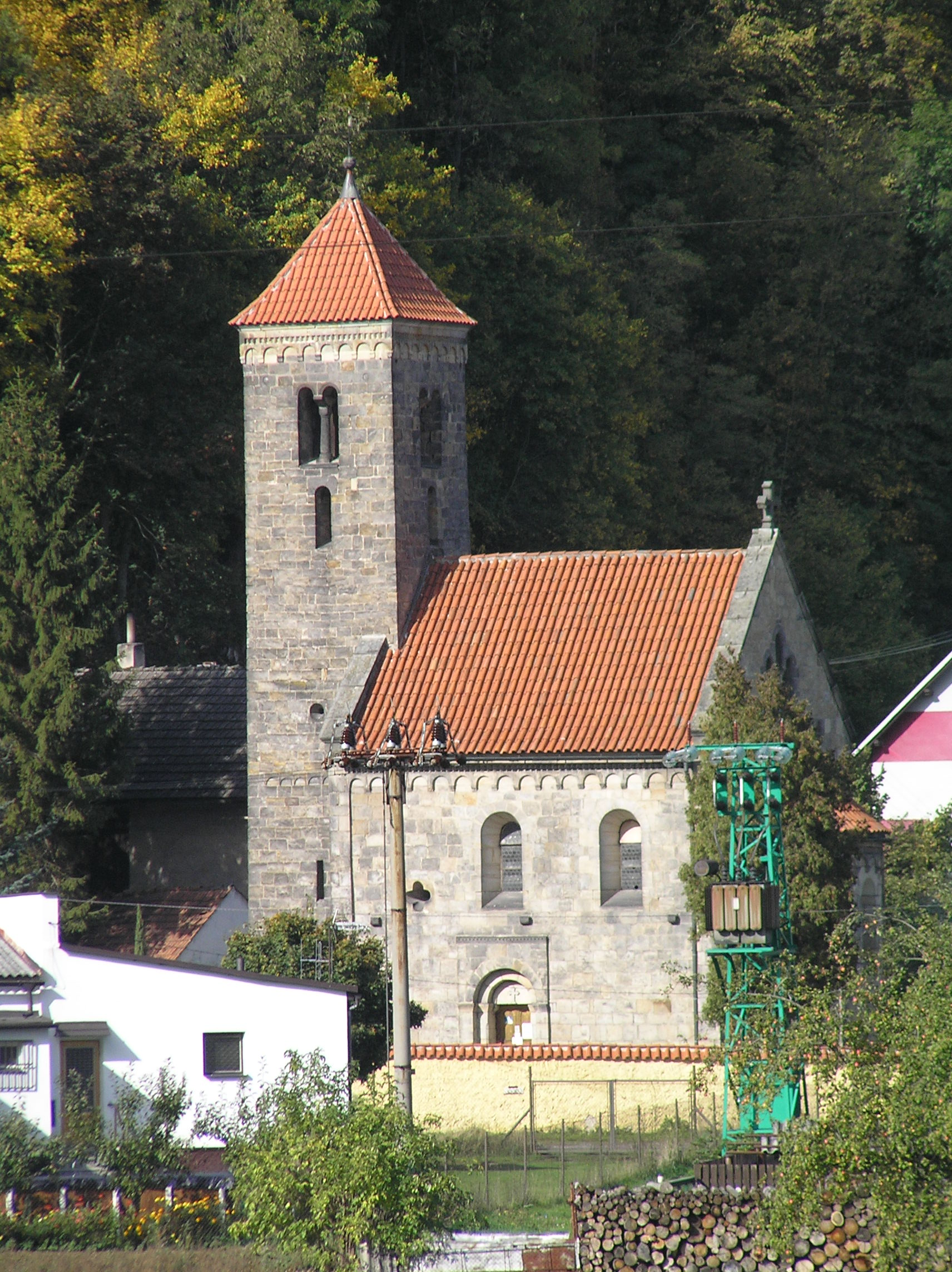
Kostel Nanebevzetí Panny Marie, pohled z cesty na Zásadku
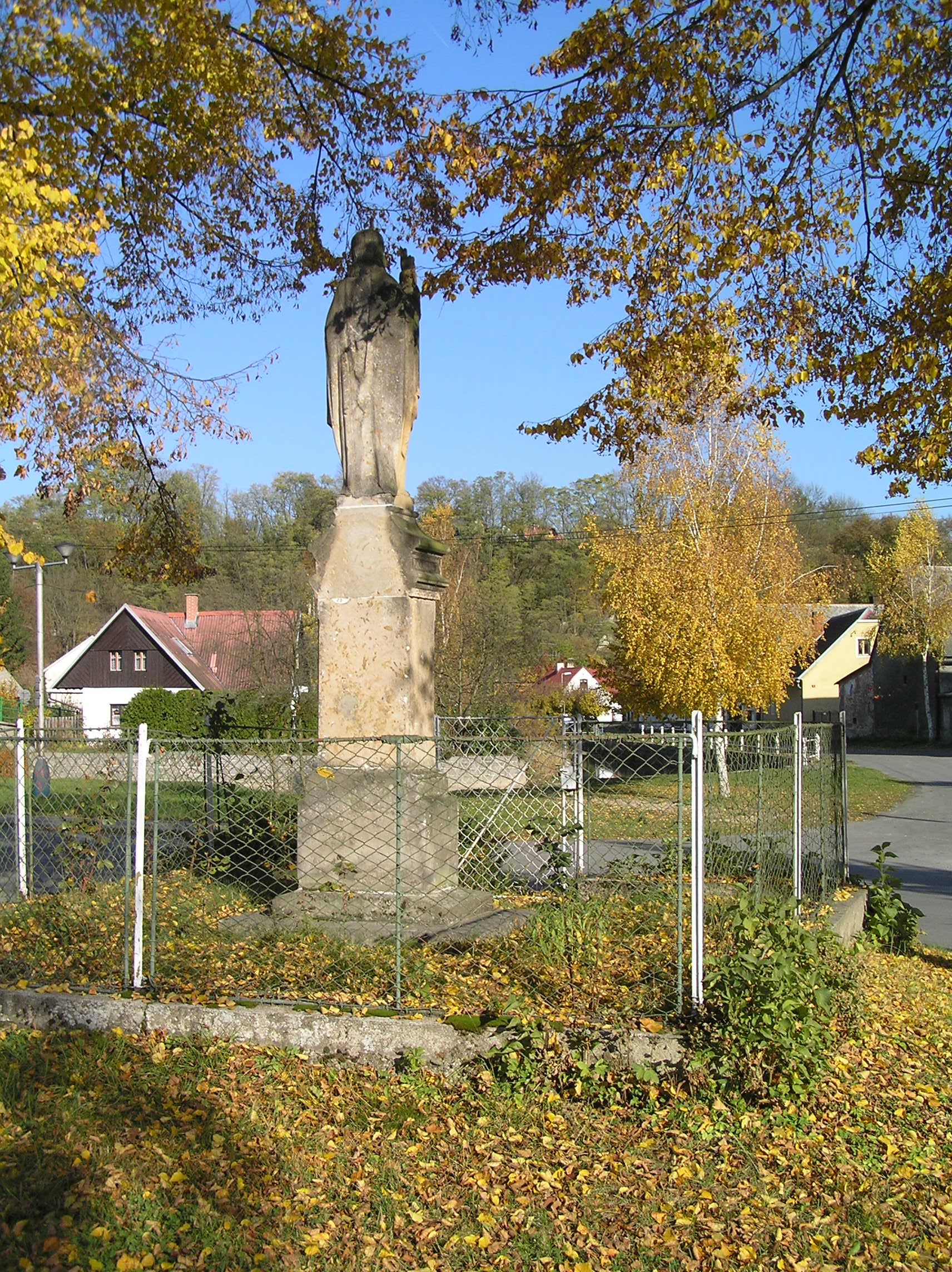
Socha Krista na návsi
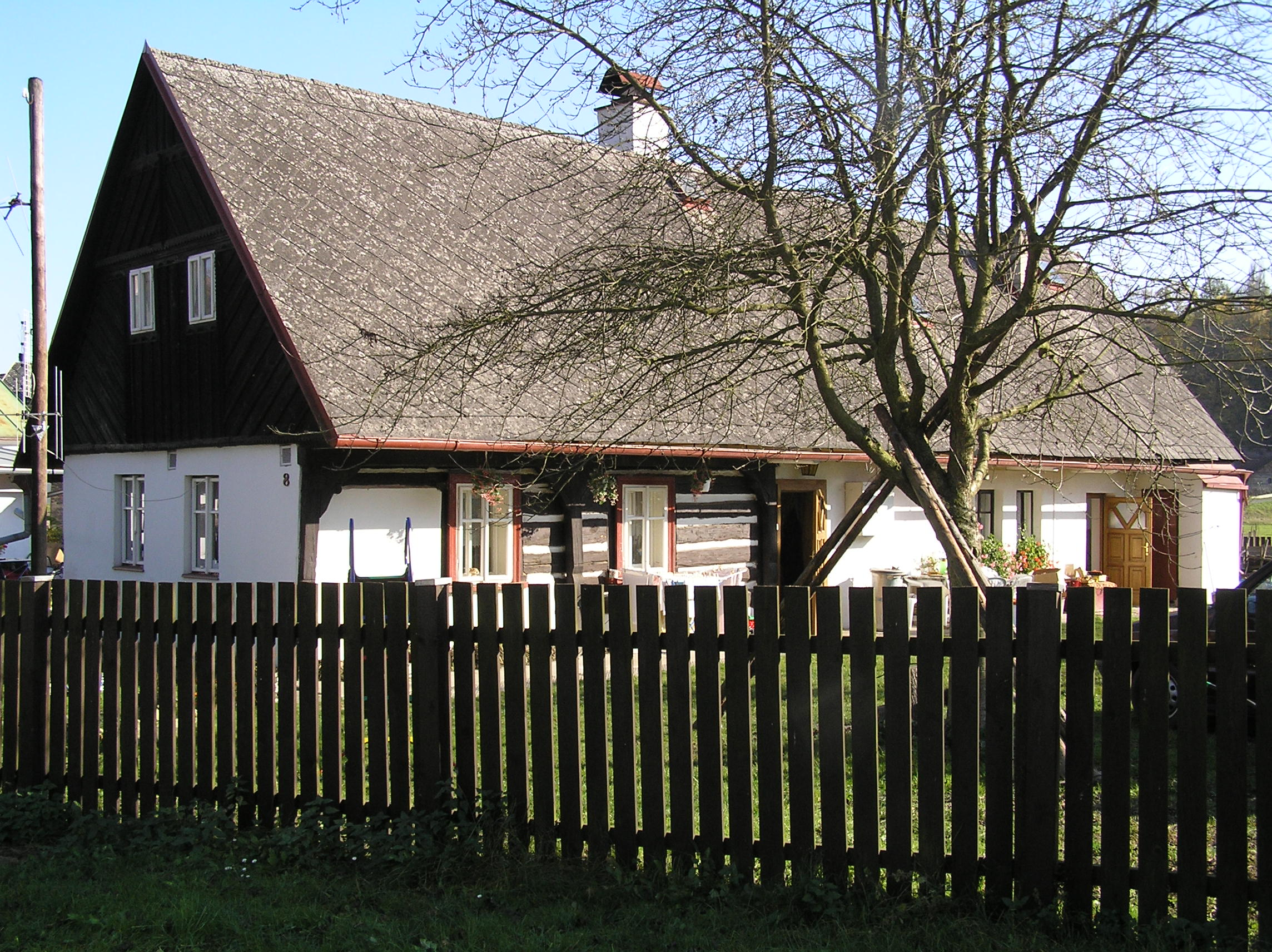
Chaloupka čp. 8 poblíž kostela
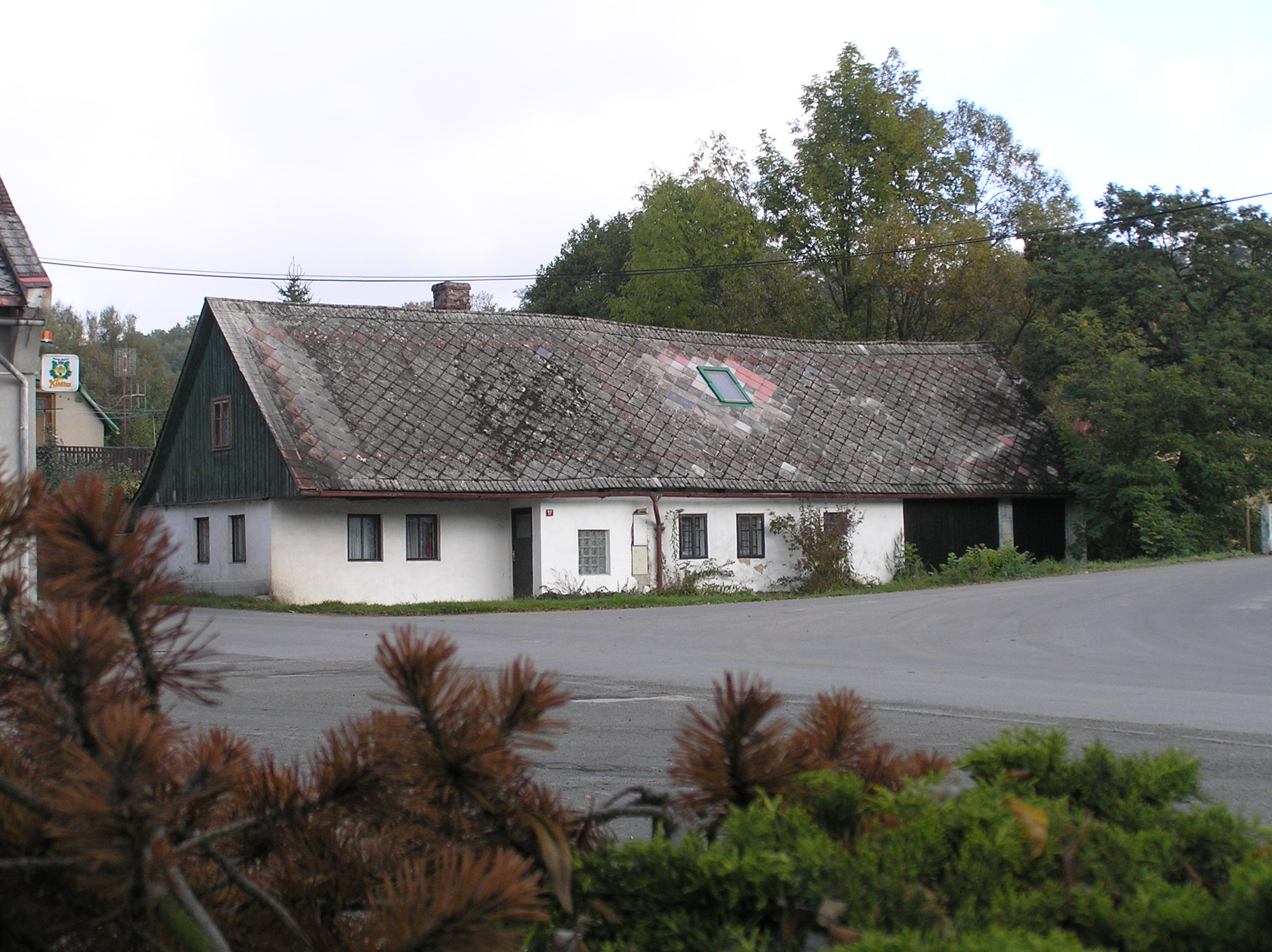
Chalupa čp. 17 na návsi
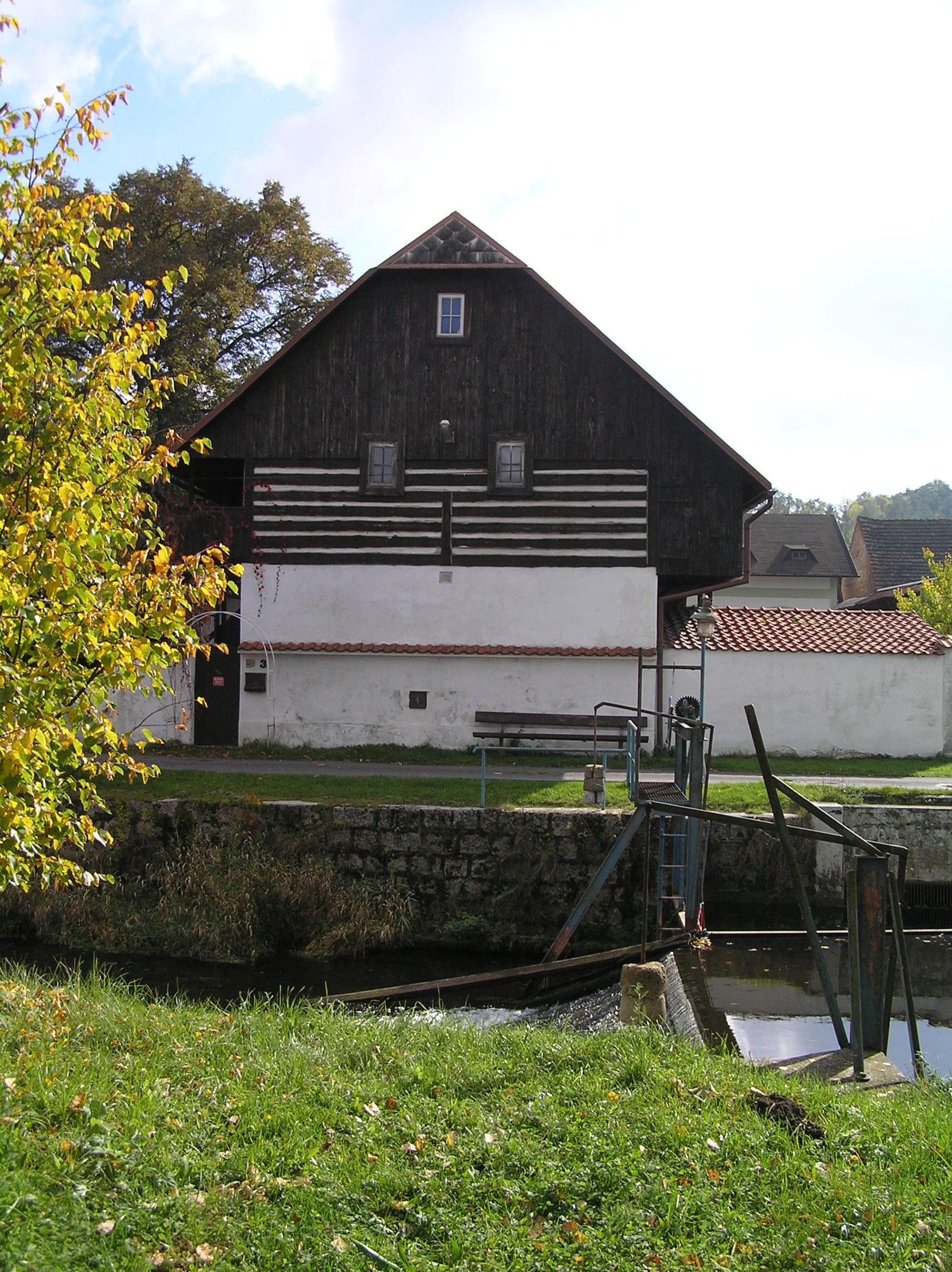
Roubená chalupa čp. 3
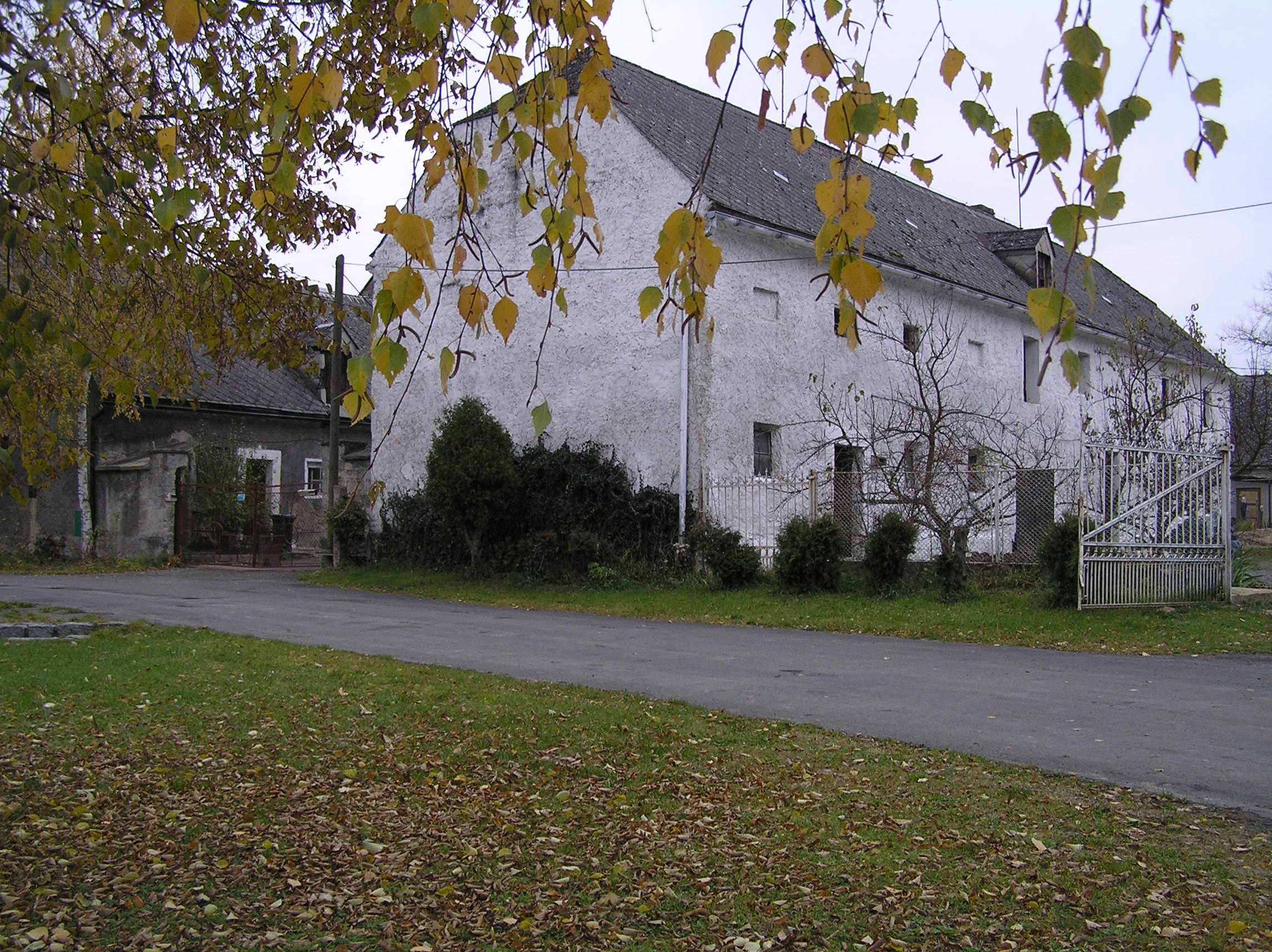
Starobylý statek čp. 6
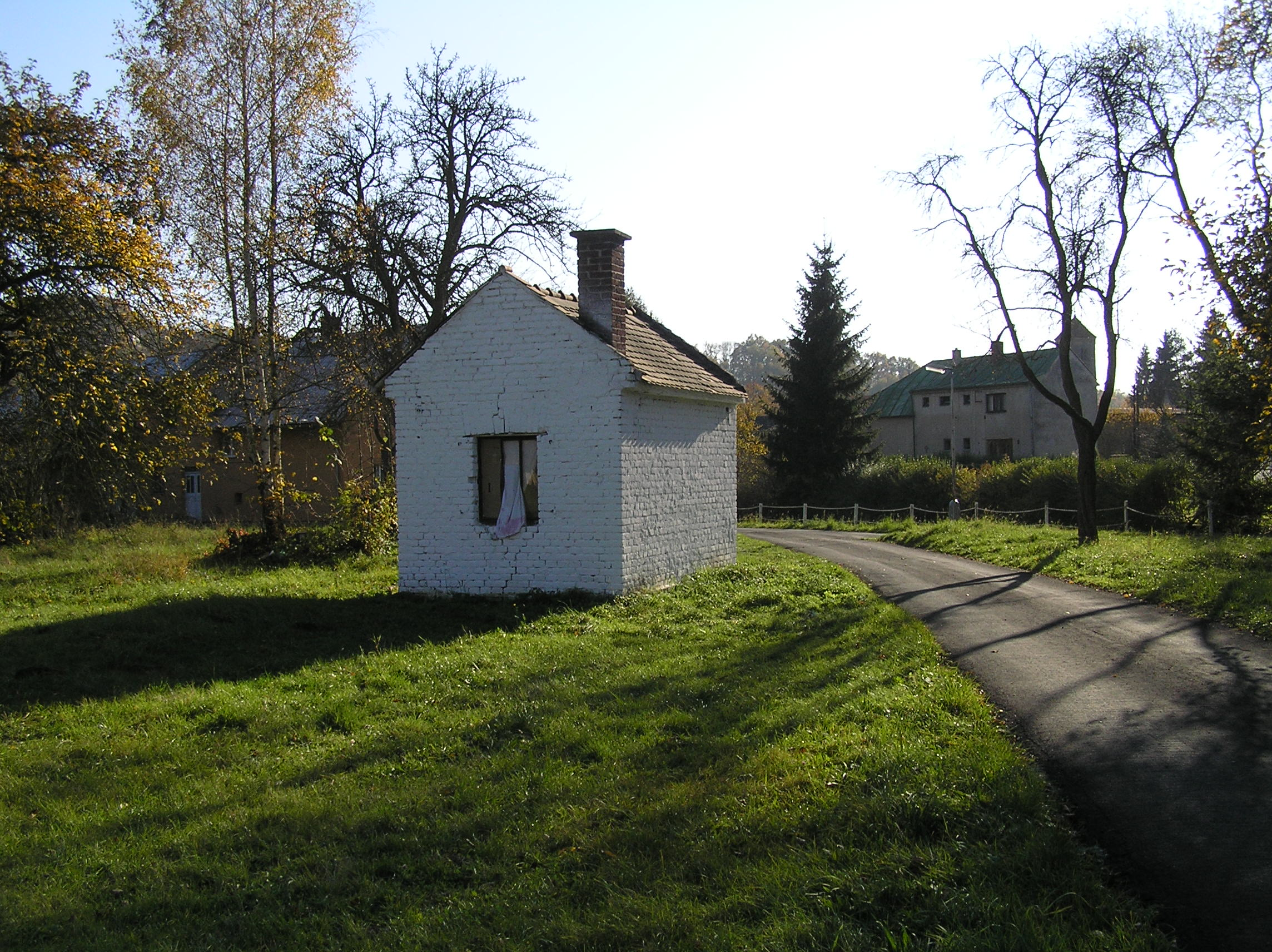
Stará váha v sadě u čp. 20
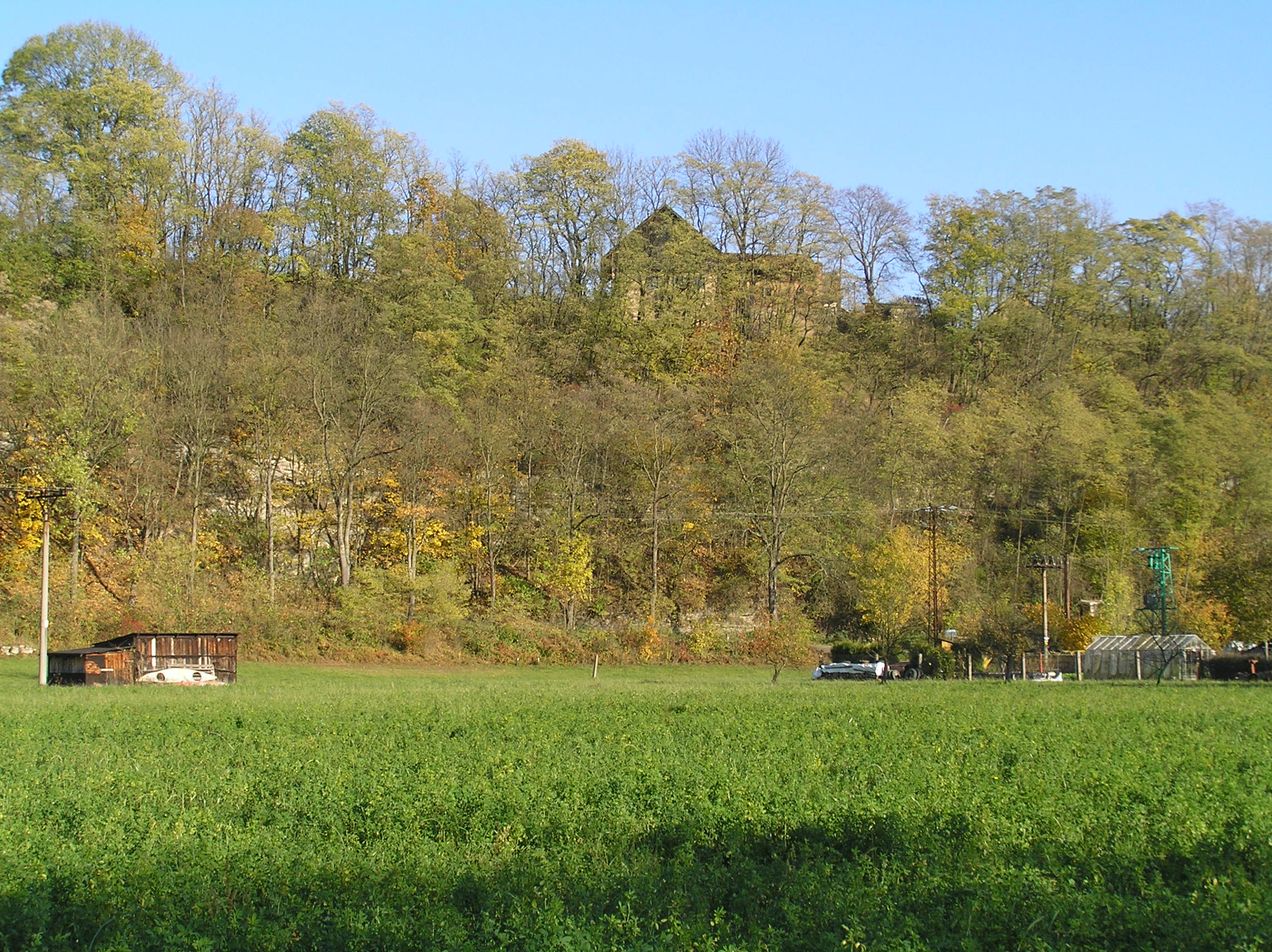
Pohled k Hoření Mohelnici
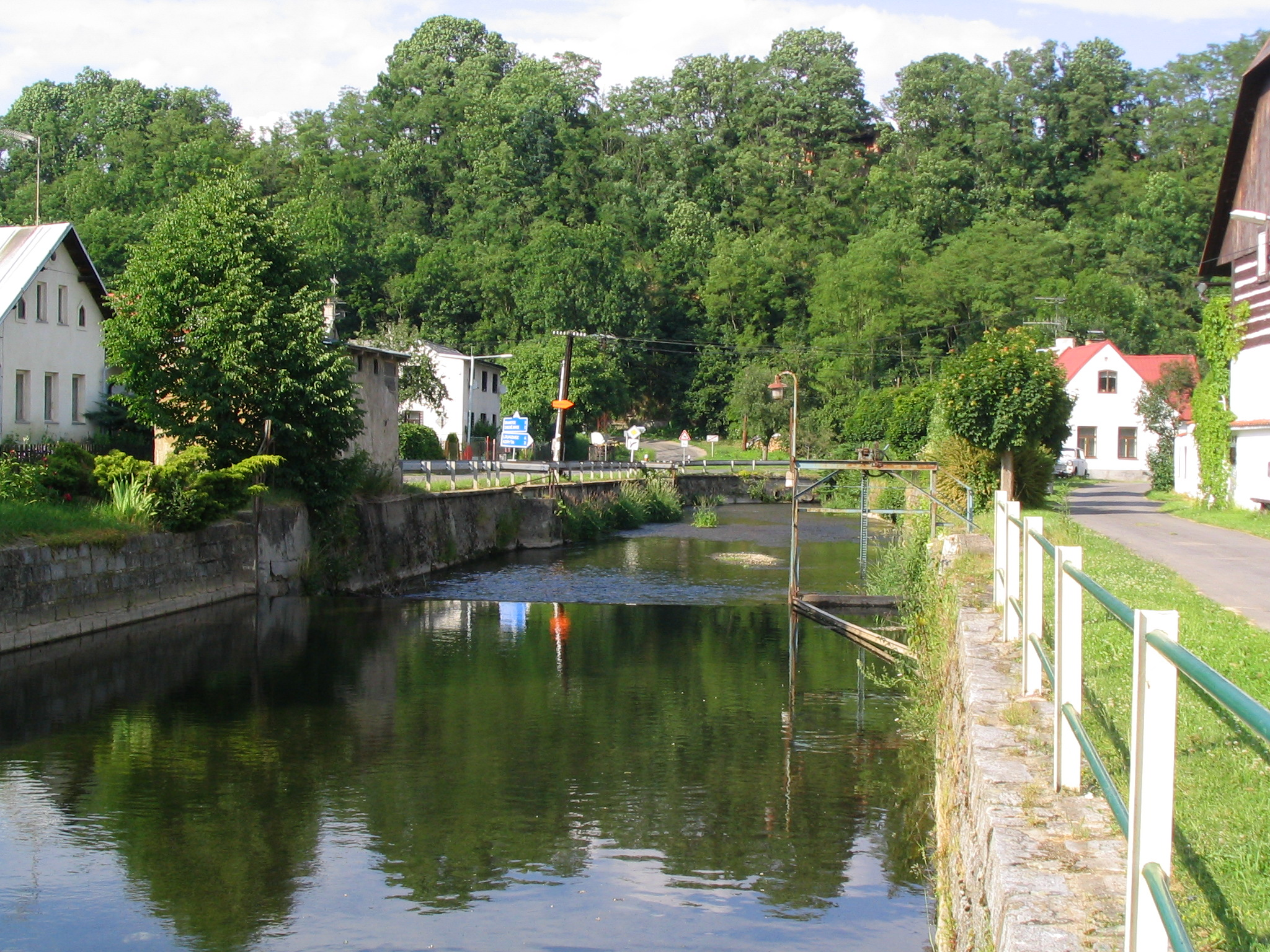
Říčka Mohelka ve vsi
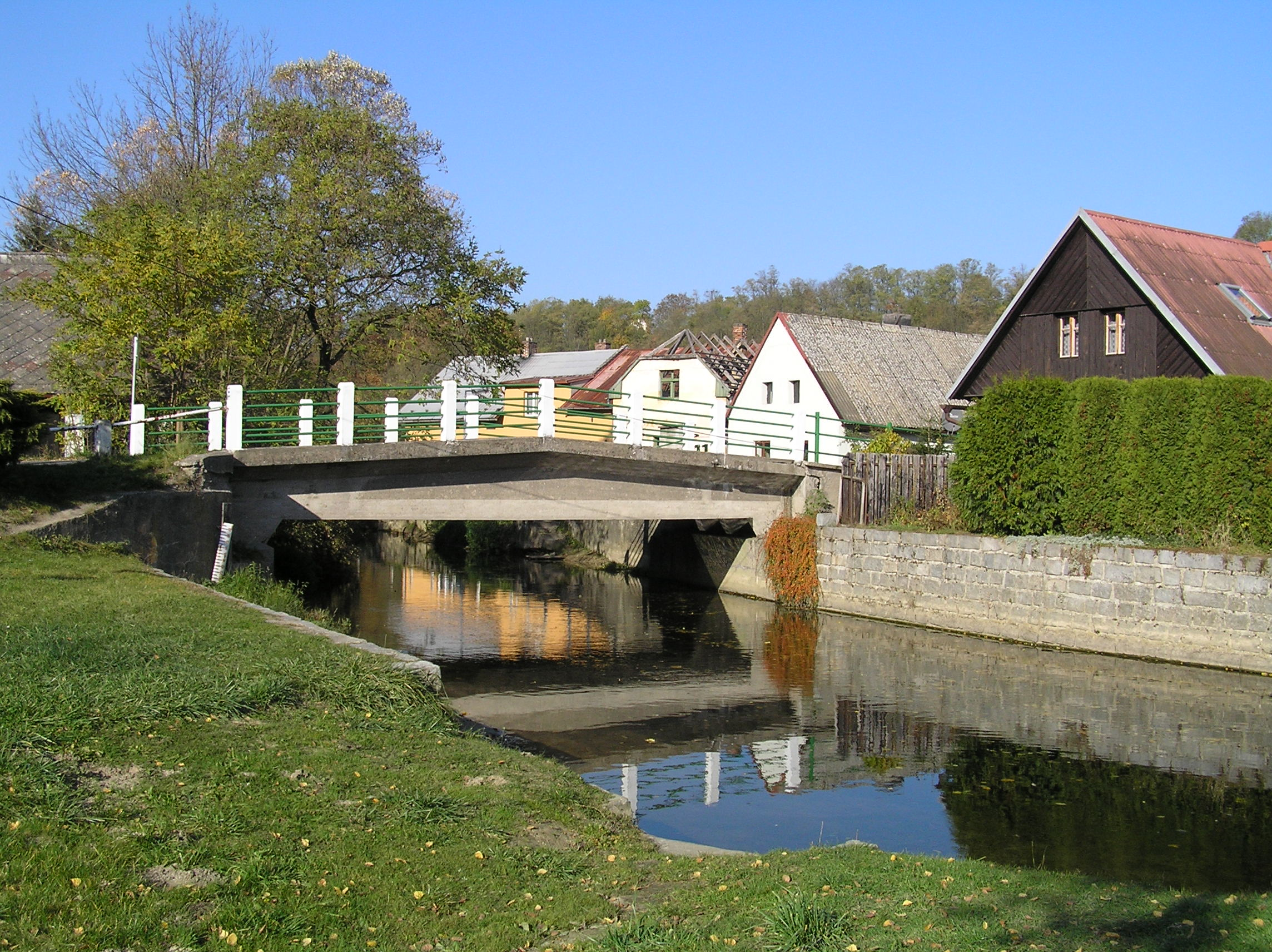
Mostek přes Mohelku
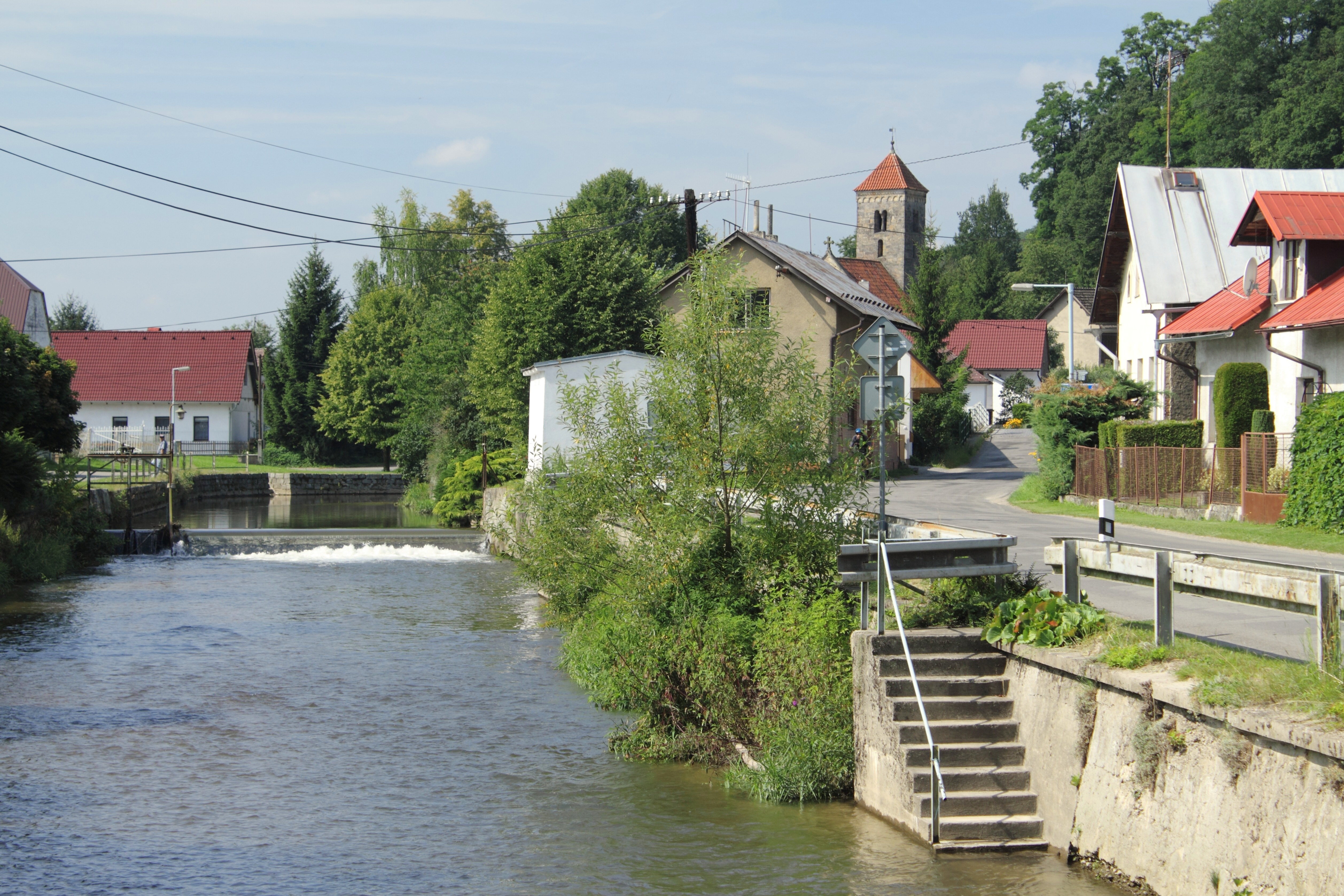
Říčka Mohelka ve vsi
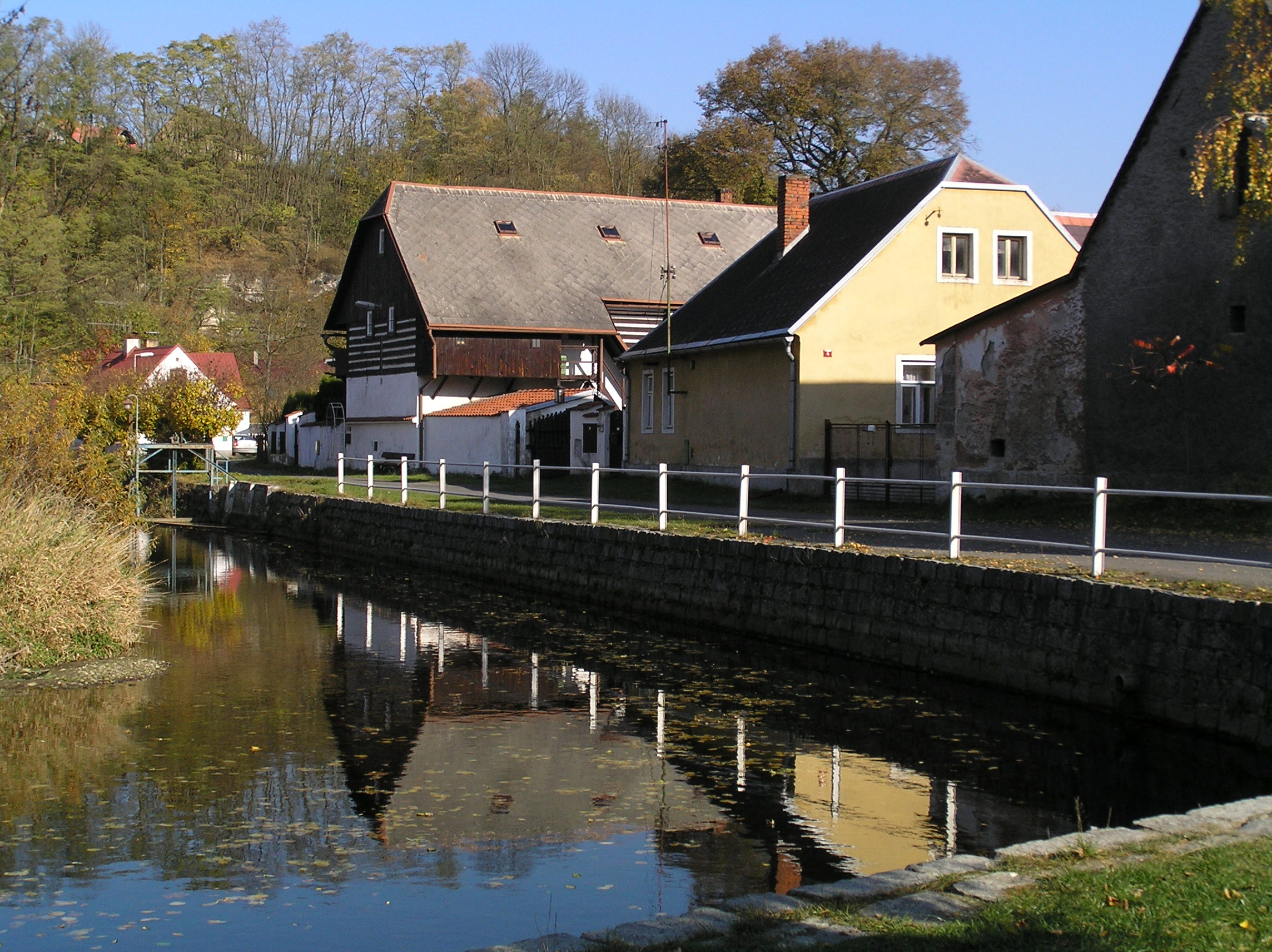
Partie na Mohelce u čp. 3